# كورتي برونياتيلا
كورتي برونياتيلا (بالإيطالية: Corte Brugnatella)‏ هي بلدية في مقاطعة بياتشنزا في إقليم إميليا رومانيا الإيطالي.

## السكان
في سنة 1861 بلغ عدد السكان 1٬591 نسمة، وتطور العدد ليصل في سنة 2011 لـ 671 نسمة.
يظهر هذا المخطط البياني تطور النمو السكاني لـ كورتي برونياتيلا